# Semiothisa multilineata
Semiothisa multilineata är en fjärilsart som beskrevs av Alpheus Spring Packard 1873. Semiothisa multilineata ingår i släktet Semiothisa och familjen mätare. Inga underarter finns listade i Catalogue of Life.